# Gaston Ducayla
Gaston Ducayla (ur. 31 sierpnia 1898 w Paryżu, zm. 17 kwietnia 1986 w Pont-Sainte-Maxence)  – francuski zapaśnik walczący w stylu wolnym. Olimpijczyk z Paryża 1924, gdzie zajął dziewiąte miejsce w wadze koguciej.

## Letnie Igrzyska Olimpijskie 1924
| Konkurencja      | Rundy eliminacyjne     | Turniej o brązowy medal | Turniej o brązowy medal | Klas. końcowa |
| Konkurencja      | 1/8                    | Przeciwnik I            | Przeciwnik II           | Miejsce       |
| ---------------- | ---------------------- | ----------------------- | ----------------------- | ------------- |
| 56 kg styl wolny | Kaarlo Mäkinen (FIN) P | Bert Sansum (GBR) Z     | Bryan Hines (USA) P     | 9.            |